# Dent Blanche
La Dent Blanche és una muntanya de 4.357 metres que es troba a la regió del Valais a Suïssa.